# Walter Bax
Walter Bax (Vosselaar, 30 maart 1952) is een Belgisch biljarter.

## Levensloop
Bax speelt sinds 1976 in de hoogste reeks van het artistiek biljart. In 1997 werd hij Europees kampioen in deze discipline en in 2006 vice-wereldkampioen.
Daarnaast baat hij een zaak uit met biljartartikelen te Turnhout. 

## Palmares
België
- 1985: Belgisch kampioen in de excellentie klasse van het artistiek biljart.
- 9 maal Belgisch kampioen van de Belgische ereklasse (2000-2002-2004-2006-2008-2009-2010-2012-2016)

Europa
- 1997: Europees kampioen artistiek biljart in Turkije.

Wereld
- Bax zette ooit een wereldrecord na 70 figuren met 427 punten.